# 대런 벤트
대런 벤트(Darren Ashley Bent, 1984년 2월 6일 ~ )는 잉글랜드의 전 축구 선수로, 포지션은 스트라이커다.

## 생애
벤트는 입스위치 타운에서 축구를 시작하여 2001년 1군 무대에 데뷔하기까지 유소년 시스템을 단계적으로 밟아왔다. 그는 입스위치에서 122번의 리그 경기에서 48골을 넣었고, 2005년에 250만 파운드에 찰턴 애슬레틱으로 이적했다. 그는 두 시즌 동안 팀 내 최다 득점자로 활약했고, 2007년 1,650만 파운드의 금액으로 클럽 레코드를 깨며 토트넘 홋스퍼로 이적했다. 토트넘에서의 두 시즌 후 그는 선덜랜드에 입단했다. 18개월 동안의 성공적인 선덜랜드 생활을 마치고 2011년 애스턴 빌라로 이적했다.
그는 잉글랜드 15세, 16세, 17세, 19세, 21세 이하, 그리고 성인 대표팀 단계를 모두 거쳤다. 21세 대표팀에서는 이탈리아와의 데뷔전을 포함하여 14경기에서 9골을 넣었다. 그는 2006년 우루과이와의 경기에서 성인 대표팀 데뷔전을 치렀다. 그는 2010년 9월 7일 UEFA 유로 2012 예선전 스위스와의 경기에서 데뷔 골을 넣었다.

## 수상 경력

### 클럽

#### 토트넘 홋스퍼
- 풋볼 리그 컵 (1): 2007-08